# Calamanthus campestris
Calamanthus campestris là một loài chim trong họ Acanthizidae.